# Vila Flor
Vila Flor este un oraș în Rio Grande do Norte (RN), Brazilia.